# Communauté de communes du Ried de Marckolsheim
La communauté de communes du Ried de Marckolsheim (CCRM) est une structure intercommunale regroupant 18 communes, située dans les départements du Bas-Rhin et du Haut-Rhin, dans la région Grand Est.

### Établissements publics de coopération intercommunale limitrophes

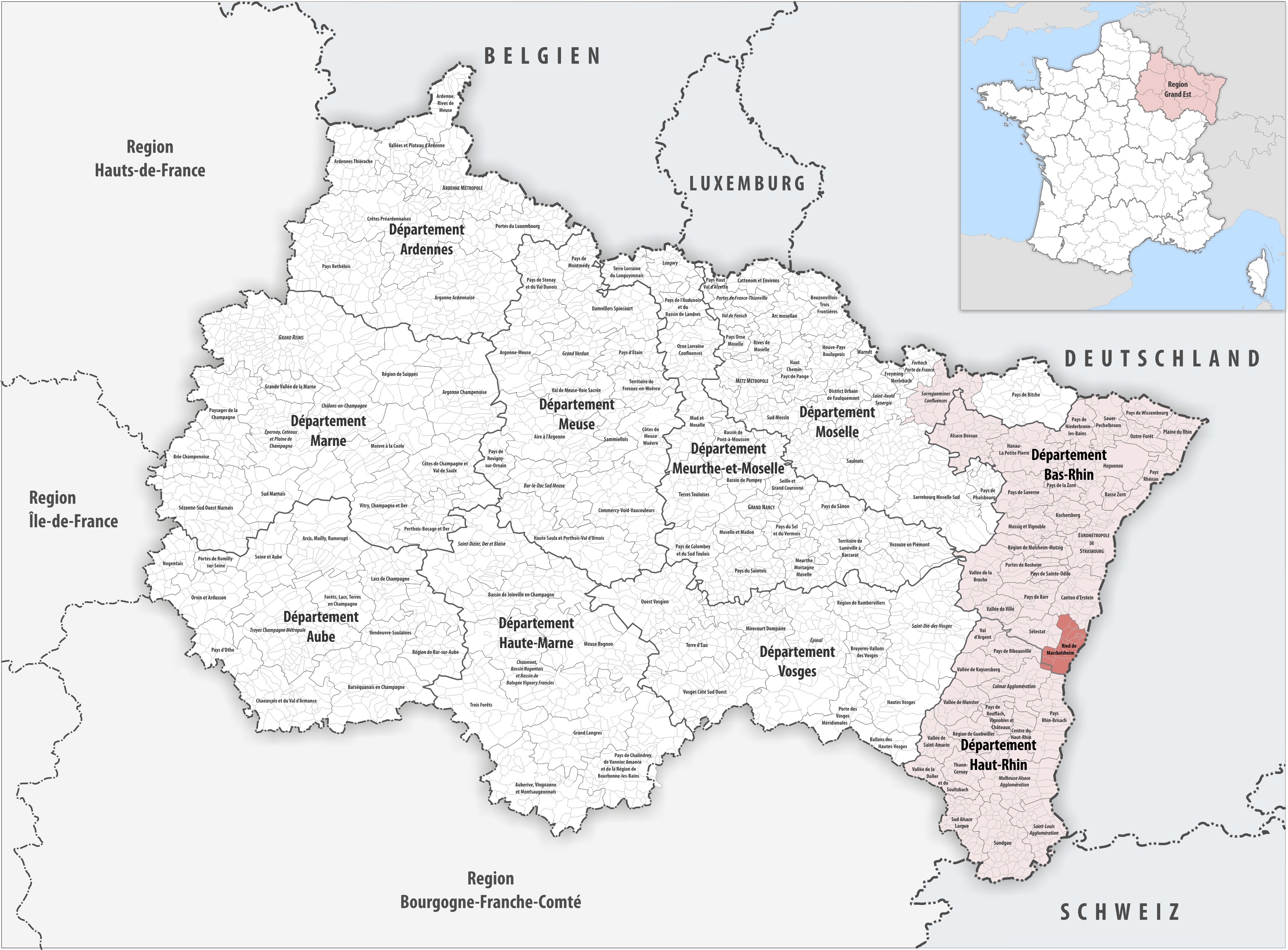
La communauté de communes du Ried de Marckolsheim au sein du Grand Est.

## Histoire
La communauté de communes est née le premier 1er janvier 2012 de la fusion de deux intercommunalités existantes, la C.C. de Marckolsheim et environs et la C.C. du Grand Ried. Au 1er janvier 2016, la commune de Grussenheim située dans le Haut-Rhin devient la 18e commune membre de la Communauté de Communes.

## Territoire communautaire

### Composition
La communauté de communes est composée des 18 communes suivantes :

| Nom                  | Code Insee | Gentilé         | Superficie (km2) | Population (dernière pop. légale) | Densité (hab./km2) |
| -------------------- | ---------- | --------------- | ---------------- | --------------------------------- | ------------------ |
| Marckolsheim (siège) | 67281      | Marckolsheimois | 33,36            | 4 384 (2022)                      | 131                |
| Artolsheim           | 67011      | Artolsheimois   | 11,25            | 1 008 (2022)                      | 90                 |
| Bindernheim          | 67040      | Bindernheimois  | 6,62             | 1 051 (2022)                      | 159                |
| Bœsenbiesen          | 67053      | Bœsenois        | 3,81             | 317 (2022)                        | 83                 |
| Bootzheim            | 67056      | Bootzheimois    | 5,91             | 795 (2022)                        | 135                |
| Elsenheim            | 67121      | Elsenheimois    | 9,61             | 803 (2022)                        | 84                 |
| Grussenheim          | 68110      | Grussenheimois  | 7,53             | 795 (2022)                        | 106                |
| Heidolsheim          | 67187      | Haidulfois      | 5,92             | 572 (2022)                        | 97                 |
| Hessenheim           | 67195      | Hessenheimois   | 5,21             | 614 (2022)                        | 118                |
| Hilsenheim           | 67196      | Hilsenheimois   | 19,91            | 2 615 (2022)                      | 131                |
| Mackenheim           | 67277      | Mackenheimois   | 11,79            | 771 (2022)                        | 65                 |
| Ohnenheim            | 67360      | Ohnenheimois    | 12,12            | 1 155 (2022)                      | 95                 |
| Richtolsheim         | 67398      | Richtolsheimois | 3,63             | 378 (2022)                        | 104                |
| Saasenheim           | 67422      | Saasenheimois   | 7,8              | 578 (2022)                        | 74                 |
| Schœnau              | 67453      | Schœnausiens    | 10,37            | 607 (2022)                        | 59                 |
| Schwobsheim          | 67461      | Schwobsheimois  | 2,58             | 325 (2022)                        | 126                |
| Sundhouse            | 67486      | Sundhousiens    | 15,69            | 1 810 (2022)                      | 115                |
| Wittisheim           | 67547      | Wittisheimois   | 11,47            | 2 086 (2022)                      | 182                |

### Démographie
| 1968   | 1975   | 1982   | 1990   | 1999   | 2007   | 2012   | 2015   | 2017   |
| ------ | ------ | ------ | ------ | ------ | ------ | ------ | ------ | ------ |
| 14 077 | 13 756 | 14 127 | 14 492 | 15 893 | 18 512 | 19 601 | 20 046 | 20 189 |

## Administration

### Siège
Le siège de la communauté de communes est à Marckolsheim, 24 rue du Maréchal Foch.

### Tendances politiques
| Commune      | Maire                      | Étiquette | Étiquette |
| ------------ | -------------------------- | --------- | --------- |
| Artolsheim   | Dominique Martin           |           | SE        |
| Bindernheim  | Christian Memheld          |           | SE        |
| Bœsenbiesen  | Mathieu Lauffenburger      |           | SE        |
| Bootzheim    | Clément Rohmer             |           | SE        |
| Elsenheim    | Vincent Griss              |           | DVD       |
| Grussenheim  | Martin Klipfel             |           | DVD       |
| Heidolsheim  | Alex Jehl                  |           | DVD       |
| Hessenheim   | Anne-Louise Ulrich         |           | DVD       |
| Hilsenheim   | Mireille Mosser            |           | SE        |
| Mackenheim   | Jean-Claude Spielmann      |           | DVD       |
| Marckolsheim | Frédéric Pfliegersdoerffer |           | UDI       |
| Ohnenheim    | Jacqueline Schunck         |           | SE        |
| Richtolsheim | Rémy Taglang               |           | DVD       |
| Saasenheim   | Anne-Marie Neeff           |           | SE        |
| Schœnau      | Michel Butscha             |           | SE        |
| Schwobsheim  | Denise Kempf               |           | DVD       |
| Sundhouse    | Mathieu Klotz              |           | SE        |
| Wittisheim   | Christophe Knobloch        |           | SE        |

### Conseil communautaire
Les 30 conseillers titulaires (et 13 suppléants) sont ainsi répartis selon le droit commun comme suit : 
| Nombre de délégués | Communes              |
| ------------------ | --------------------- |
| 8                  | Marckolsheim          |
| 5                  | Hilsenheim            |
| 3                  | Sundhouse, Wittisheim |
| 1 (1)              | Les autres communes   |

### Élus
La communauté de communes est administrée par son conseil communautaire constitué en 2020 de 30 conseillers communautaires, qui sont des conseillers municipaux représentant chacune des communes membres.
À la suite des élections municipales de 2020 dans le Bas-Rhin, le conseil communautaire du 15 juillet 2020 a réélu son président, Frédéric Pfliegersdoerffer, maire de Marckolsheim, ainsi que ses 6 vice-présidents. À cette date, la liste des vice-présidents est la suivante :
|     | Attributions                                                 | Identité            | Qualité                                    |
| --- | ------------------------------------------------------------ | ------------------- | ------------------------------------------ |
| 1er | Animation socio-culturelle, école de musique et médiathèques | Christophe Knobloch | Maire de Wittisheim                        |
| 2e  | Finances et transport                                        | Catherine Greigert  | Première adjointe au maire de Marckolsheim |
| 3e  | Travaux et bâtiments                                         | Mathieu Klotz       | Maire de Sundhouse                         |
| 4e  | GEMAPI et environnement                                      | Mireille Mosser     | Maire de Hilsenheim                        |
| 5e  | Petite enfance et périscolaire                               | Jacqueline Schunck  | Maire d'Ohnenheim                          |
| 6e  | Développement économique et tourisme                         | Anne-Marie Neeff    | Maire de Saasenheim                        |

Ensemble, ils forment le bureau communautaire pour la période 2020-2026.

### Liste des présidents
| Période | Période                       | Identité                   | Étiquette | Qualité                                                                                                   |
| ------- | ----------------------------- | -------------------------- | --------- | --- |
| 2012    | En cours (au 15 juillet 2020) | Frédéric Pfliegersdoerffer | UDI       | Maire de Marckolsheim (2008 → ) Conseiller régional du Grand Est (2015 → ) Réélu pour le mandat 2020-2026 |

### Compétences
L'intercommunalité exerce les compétences qui lui ont été transférées par les communes membres, dans les conditions définies par le code général des collectivités territoriales.

## Transports
La communauté de communes est devenue autorité organisatrice de la mobilité (AOM).

### Impact énergétique et climatique

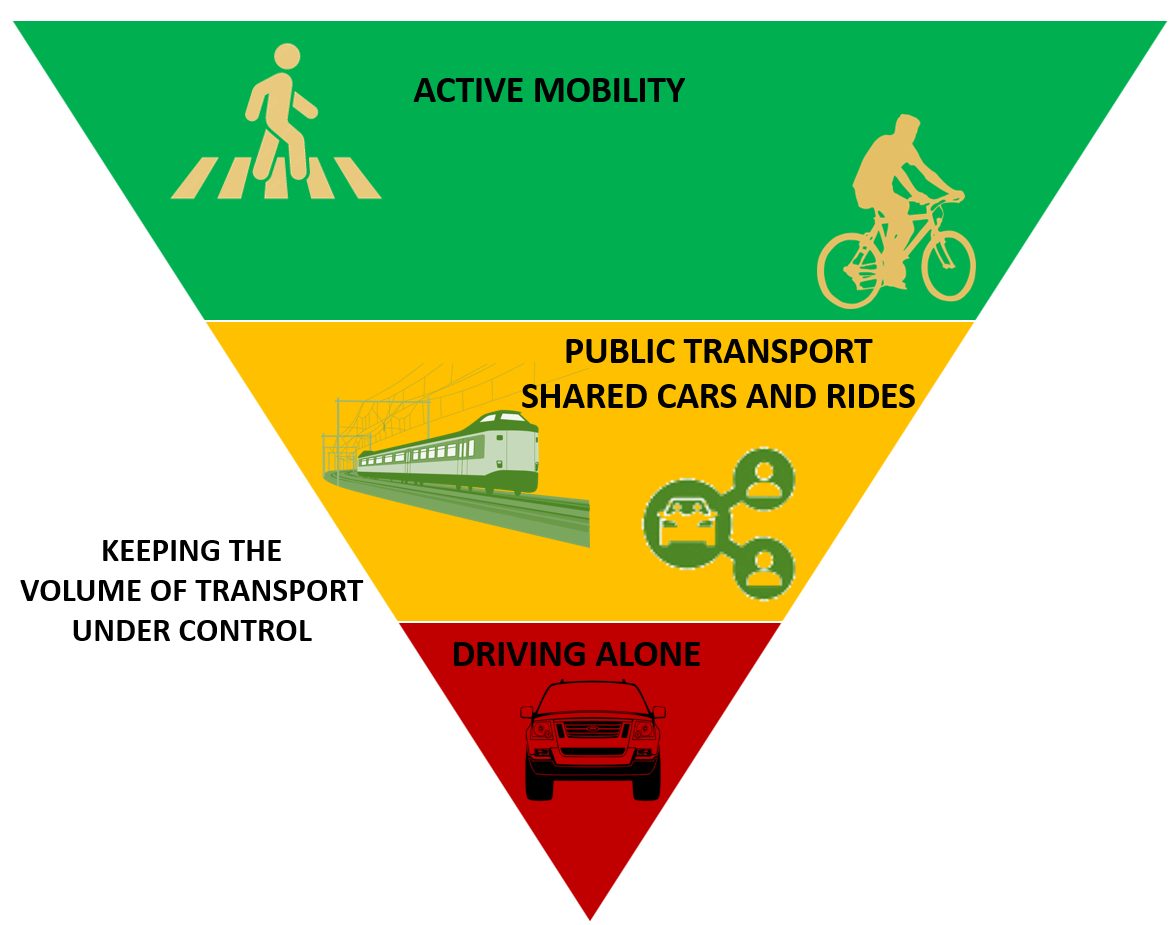
Pyramide de la mobilité, proposée par le projet européen Share North.

| -                              | Transports routiers | Autres transports |
| ------------------------------ | ------------------- | ----------------- |
| Carburant (GWh)                | 61                  | 7                 |
| Électricité (GWh)              | 0                   | 0                 |
| Gaz à effet de serre (ktéqCO2) | 15                  | 2                 |

## Énergie et climat
Dans le cadre du schéma régional d'aménagement, de développement durable et d'égalité des territoires (SRADDET) du Grand Est, ATMO Grand Est tient à jour les statistiques énergétiques  des établissements publics de coopération intercommunale de la collectivité européenne d'Alsace sous forme de diagramme de flux.
Une usine sucrière fait partie des 50 sites industriels les plus émetteurs de CO2 en France.
L'énergie finale annuelle, consommée en 2020, est exprimée en gigawatts-heures,.
| -                          | GWh   |
| -------------------------- | ----- |
| Électricité                | 375   |
| Carburants ou combustibles | 1 074 |
| Chaleur primaire           | 20    |

L'énergie produite en 2020 est également exprimée en gigawatts-heures.
| -                          | GWh |
| -------------------------- | --- |
| Électricité                | 836 |
| Carburants ou combustibles | 69  |
| Chaleur primaire           | 20  |

Les gaz à effet de serre sont exprimés en kilotonnes équivalent CO2.
| -                     | ktéqCO2 |
| --------------------- | ------- |
| Liées à l'énergie     | 226     |
| Non liées à l'énergie | 35      |